# Tribolet (Patriziergeschlecht)

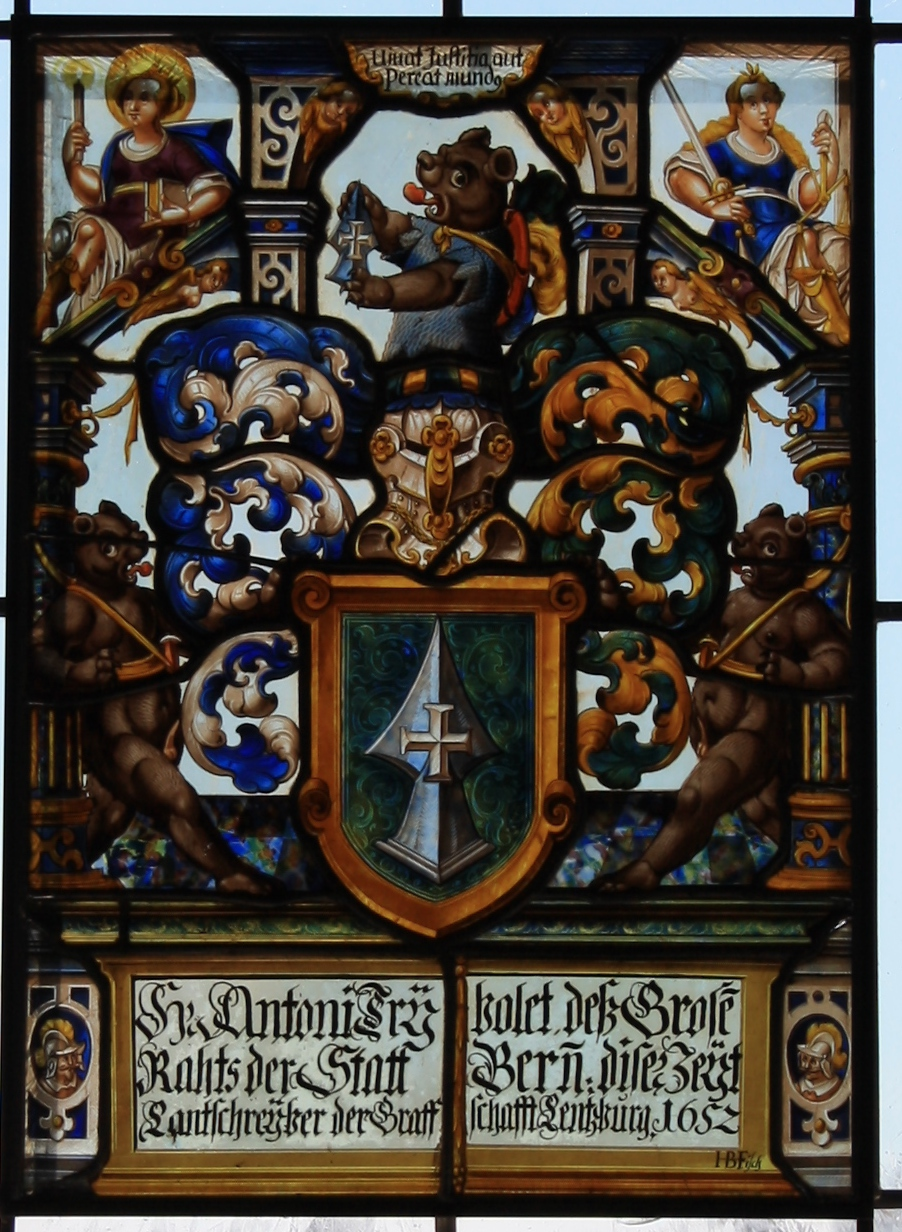
Wappen des Lenzburger Landschreibers Anton Tribolet in der Kirche Auenstein (1652)

Das Geschlecht Tribolet stammt aus der Gegend um Gals und Le Landeron. Die Zweige in Bern und Neuenburg gehörten zum Patriziat.

## Personen
- Hans Paul Tribolet (1884–1969), Schweizer Mundartschriftsteller und Berner Mundart-Radiopionier

Zweig Bern
- Rudolf Tribolet († 1510), Ausburger zu Bern, Mitglied des Grossen Rats 1503
- Georg Tribolet († 1623), Herr zu La Lance, Mitglied des Grossen Rats 1585, Landvogt zu Moudon 1592, Landvogt zu Bonmont 1607
- Samuel Tribolet (1616–1673), Mitglied des Grossen Rats 1645, Landvogt zu Trachselwald 1649
- Samuel Albrecht Tribolet (1771–1832), Arzt, Stadtarzt von Bern, Schultheiss des Äusseren Standes, Professor, Mitglied des Grossen Rats
- Albrecht Tribolet (1794–1871), Arzt

Zweig Neuenburg
- Nicolas de Tribolet (* 1942), Schweizer Arzt